# Pastinaca colchica
Pastinaca colchica är en flockblommig växtart som beskrevs av Koso-pol. Pastinaca colchica ingår i släktet palsternackor, och familjen flockblommiga växter. Inga underarter finns listade i Catalogue of Life.